# 申敬説
申 敬説（シン・ギョンソル、朝鮮語: 신경설/申敬說、1932年1月19日 - 1995年12月17日）は、大韓民国のジャーナリスト、政治家。第12代韓国国会議員。本貫は平山申氏。

## 経歴
清州大学校卒。延世大学校、ソウル大学校行政大学院修了。大韓商工日報編集局長を経て政界入りし、新民党創党発起人・不正選挙調査委員長・政治訓練院副院長、民主党副総裁、国会予決特委委員、新民党政務委員・事務次長・大田東区地区党委員長を歴任した。
1995年、病院にて持病により死去、享年63。